# Vale da Morte
O Vale da Morte (em inglês:  Death Valley) é um vale desértico localizado no leste da Califórnia, ao norte do deserto de Mojave, na fronteira com o Deserto da Grande Bacia. É um dos lugares mais quentes do mundo no auge do verão, juntamente com os desertos no Oriente Médio.
A Bacia de Badwater do Vale da Morte é o ponto de menor altitude na América do Norte, a 86 m abaixo do nível do mar. Este ponto fica 136,2 km a leste-sudeste de Monte Whitney, o ponto mais alto nos Estados Unidos contíguos, com uma altitude de 4 421 m. Furnace Creek, no Vale da Morte, detém o recorde de temperatura do ar mais alta registrada na Terra a 56,7 °C em 10 de julho de 1913, bem como a maior temperatura natural a nível do solo já registrada na Terra a 93,9 °C em 15 de julho de 1917.
Localizado perto da fronteira entre a Califórnia e Nevada, na Grande Bacia, a leste das montanhas de Serra Nevada, o Vale da Morte constitui grande parte do Parque Nacional do Vale da Morte e é a principal característica da Reserva da Biosfera de Deserto de Mojave e Colorado. Está localizado principalmente no Condado de Inyo, Califórnia. Ele vai de norte a sul entre a Cordilheira Amargosa, a leste, e a Cordilheira Panamint, a oeste; as Montanhas Grapevine e as Montanhas Owlshead formam suas fronteiras norte e sul, respectivamente. Possui uma área de cerca de 7 800 km². O ponto mais alto do Vale da Morte é o Pico Telescópio na Cordilheira Panamint, que tem uma elevação de 3 366 m.

## Geologia
O Vale da Morte é um excelente exemplo de uma fossa tectónica, um bloco de terra entre duas cadeias de montanhas. Encontra-se no extremo sul de uma calha geológica conhecida como Walker Lane, que segue para o norte na direção do Oregon. O vale é dividido por um sistema de falha de deslizamento lateral direito, representado pela Falha do Vale da Morte e pela Falha do Furnace Creek. A extremidade leste da Falha de Garlock lateral esquerda cruza a Falha do Vale da Morte. Furnace Creek e o rio Amargosa correm pelo vale, mas eventualmente desaparecem nas areias do vale.

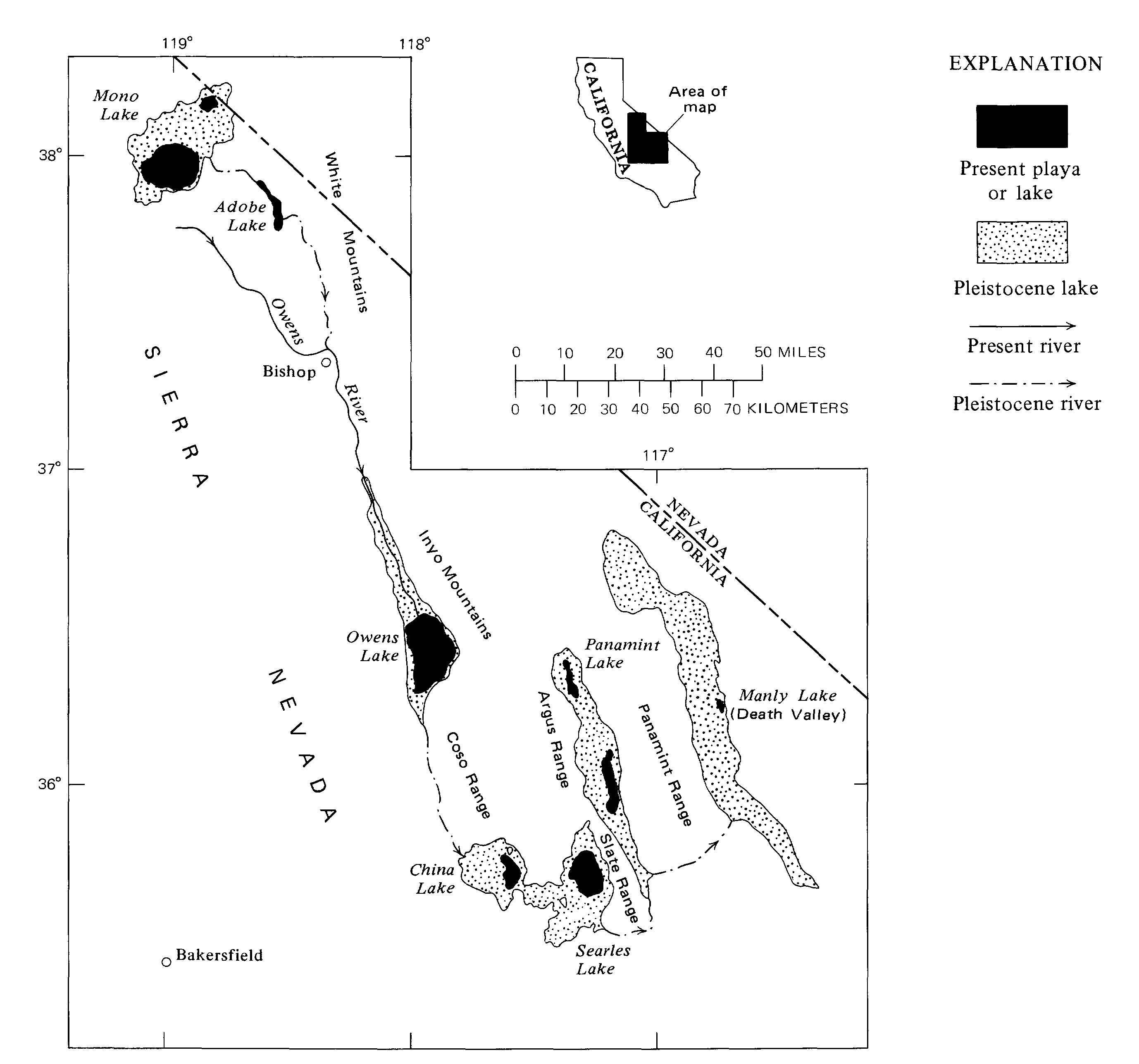
Mapa mostrando o sistema de lagos pleistocênicos outrora interligados no leste da Califórnia (USGS).

O Vale da Morte também contém salares. De acordo com o consenso geológico atual, em vários momentos durante o meio da era do Pleistoceno, que terminou cerca de 10 000 a 12 000 anos atrás, um lago interior conhecido como Lago Manly se formou no Vale da Morte. O Lago Manly tinha quase 160 km de comprimento e 180 m de profundidade, a bacia final de uma cadeia de lagos que começou com o Lago Mono no norte e continuou por múltiplas bacias pelo Vale do Rio Owens, passando por Searles e China Lakes e o Vale do Panamint.
Quando a área se transformou em deserto, a água evaporou, deixando a abundância de sais evaporíticos como sais de sódio comuns e bórax, que mais tarde foram explorados durante a história moderna da região, principalmente de 1883 a 1907.

## História
O Vale da Morte é o lar da tribo Timbisha de nativos americanos, antigamente conhecida como o Panamint Shoshone, que habitaram o vale pelo menos no último milênio. O nome Timbisha para o vale, tümpisa, significa "tinta de rocha" e refere-se à tinta vermelha ocre que pode ser feita a partir de um tipo de argila encontrado no vale. Algumas famílias ainda moram no vale de Furnace Creek. Outra aldeia estava em Grapevine Canyon, perto do local atual do Castelo de Scotty. Foi chamado na língua timbisha maahunu, cujo significado é incerto, embora se saiba que hunu significa "canyon".

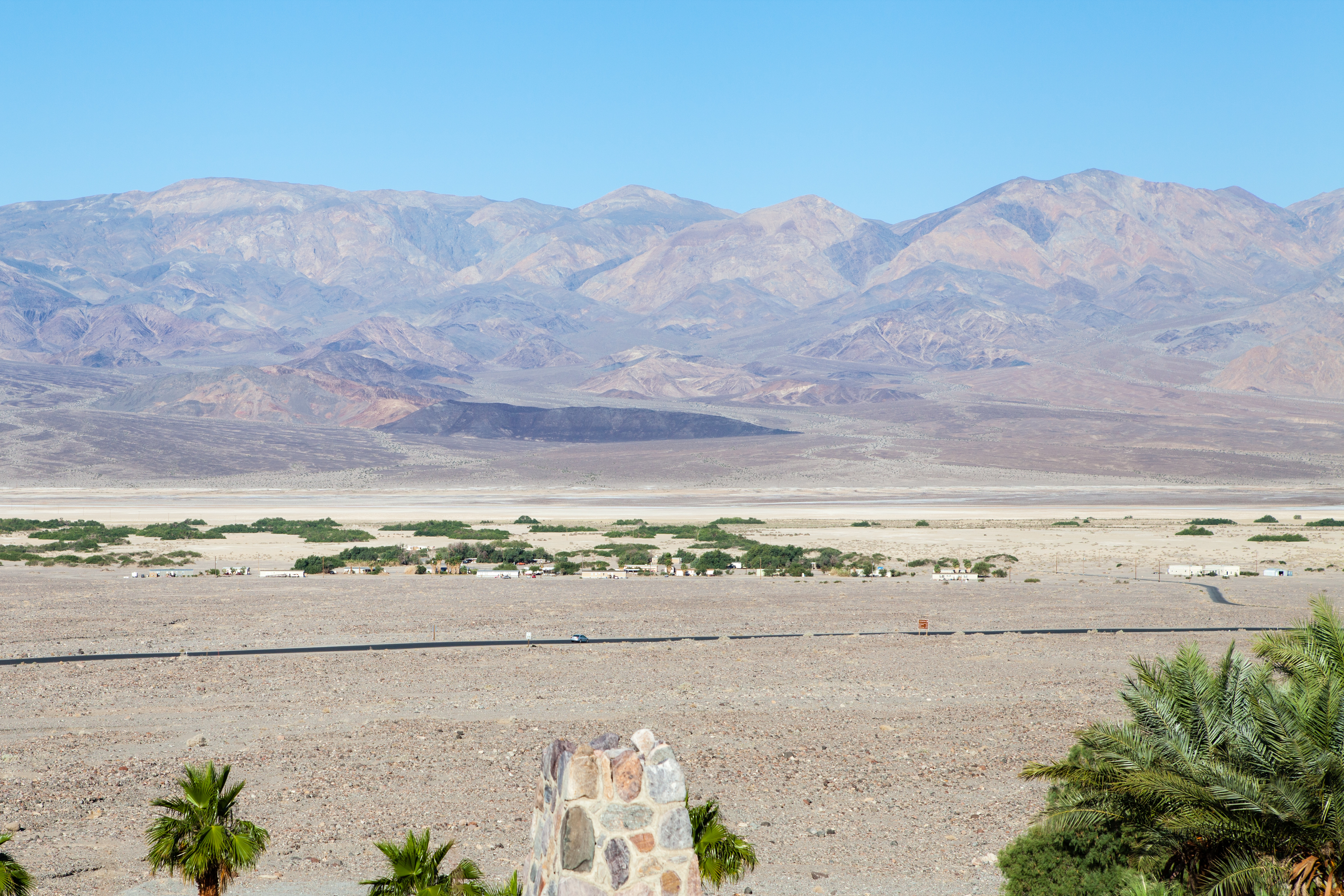
Comunidade Timbisha do Vale da Morte.

O vale recebeu seu nome em inglês em 1849 durante a Corrida do ouro na Califórnia. Foi chamado Vale da Morte por garimpeiros e outros que tentaram atravessar o vale a caminho dos garimpos de ouro, depois que 13 pioneiros morreram em uma das primeiras expedições de comboios. Durante a década de 1850, ouro e prata foram extraídos no vale. Na década de 1880, o bórax foi descoberto e extraído por carroças puxadas por mulas.

## Geografia

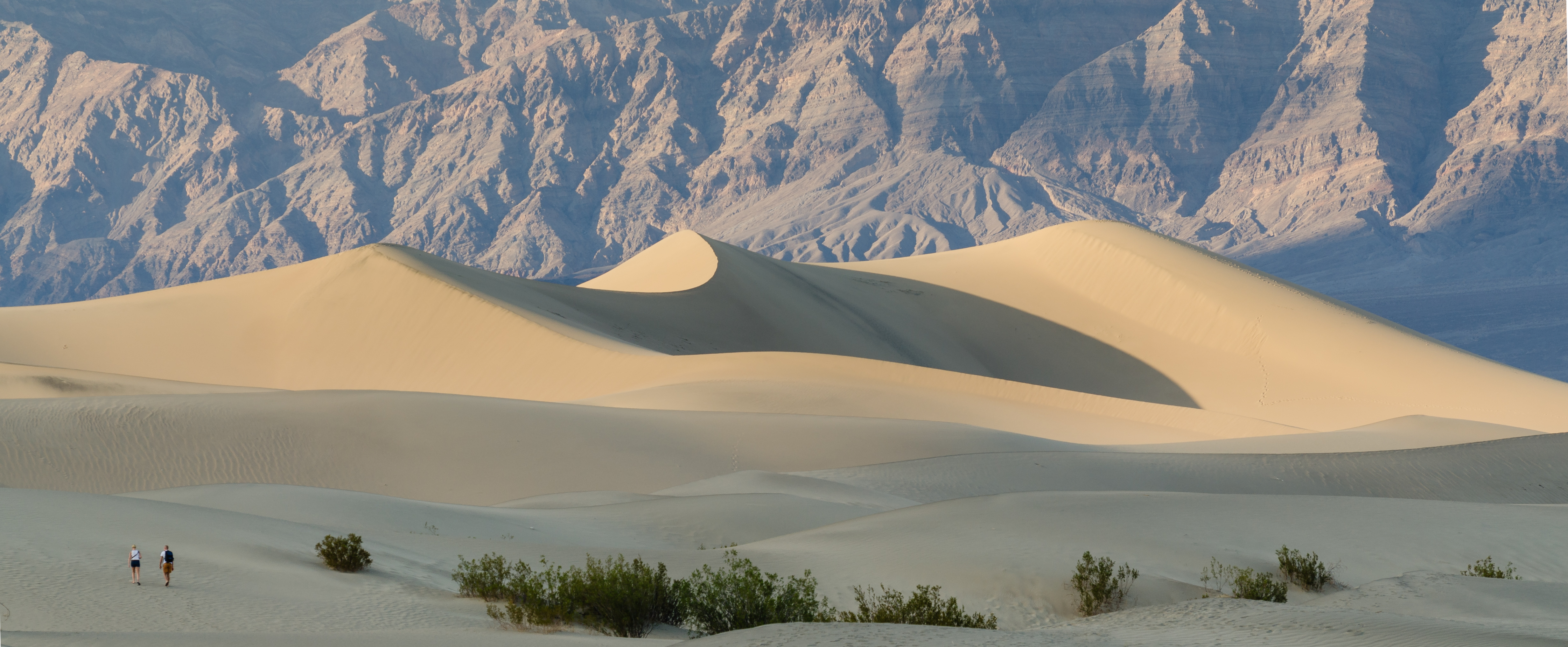
Dunas em Mesquite Flats, Vale da Morte.

O Vale da Morte tem um clima desértico quente (Classificação climática de Köppen-Geiger: BWh), com longos verões extremamente quentes e invernos curtos e amenos, bem como pouca chuva. Como regra geral, altitudes mais baixas tendem a ter temperaturas mais altas. Quando o sol aquece o solo, esse calor é então irradiado para cima, mas o ar denso abaixo do nível do mar absorve parte dessa radiação e irradia parte dela de volta para o solo. Além disso, as altas paredes do vale prendem o ar quente e reciclam-no de volta ao fundo do vale, onde é aquecido por compressão.
A profundidade e a forma do Vale da Morte influenciam suas temperaturas de verão. O vale é uma bacia longa e estreita a 86 m abaixo do nível do mar, mas é cercado por cordilheiras altas e íngremes. O ar limpo e seco e a cobertura vegetal esparsa permitem que a luz solar aqueça a superfície do deserto. As noites de verão proporcionam pouco alívio, uma vez que as mínimas durante a noite só tendem a cair na faixa de 28 a 37 °C. Massas de ar superaquecido em movimento sopram pelo vale criando temperaturas extremamente altas.

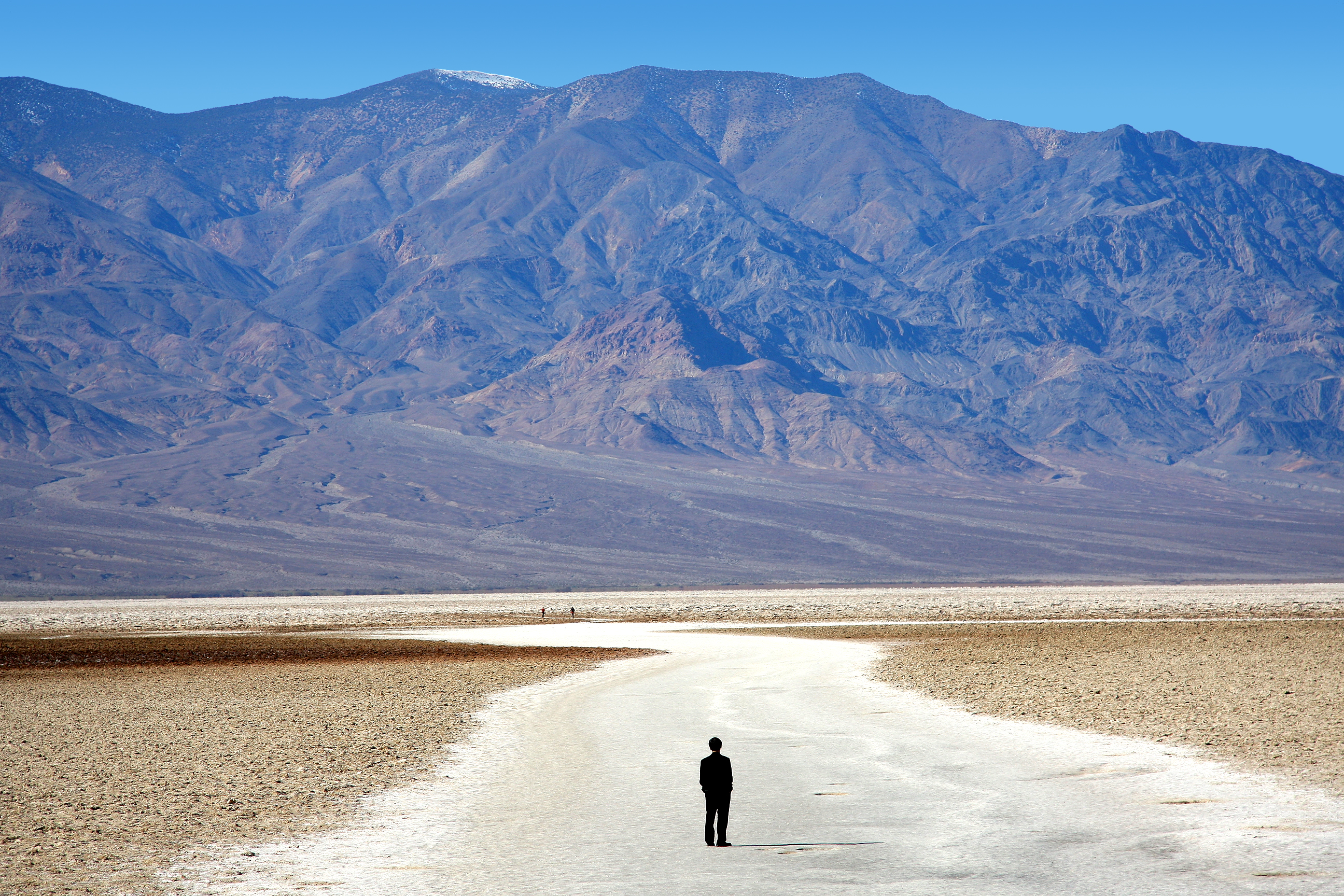
Vista da Bacia de Badwater.

A temperatura do ar mais quente já registrada no Vale da Morte foi de 56,7 °C em 10 de julho de 1913, em Furnace Creek, que é a temperatura atmosférica mais quente já registrada na Terra. Durante a onda de calor que atingiu esse recorde, cinco dias consecutivos atingiram 54 °C ou mais. Alguns meteorologistas contestam a precisão da medição de temperatura de 1913.
A temperatura de superfície do solo mais quente já registrada no Vale da Morte foi de 93,9 °C em 15 de julho de 1972, em Furnace Creek, que é a temperatura mais quente já registrada na Terra, assim como a única temperatura de superfície registrada acima de 93,3 °C.
A precipitação média anual no Vale da Morte é de 60 mm, enquanto a estação do Greenland Ranch recebe em média 40 mm. O mês mais chuvoso registrado foi janeiro de 1995, quando 66 mm caíram no Vale da Morte. O período mais chuvoso no registro foi de meados de 2004 a meados de 2005, no qual quase 150 mm de chuva caíram no total, levando a lagos efémeros no vale e na região e a tremendas flores silvestres. Neve com acumulação só foi registrada em janeiro de 1922, enquanto flocos esparsos foram registrados em outras ocasiões.
| Dados climatológicos para Vale da Morte (Estação Furnace Creek) | Dados climatológicos para Vale da Morte (Estação Furnace Creek) | Dados climatológicos para Vale da Morte (Estação Furnace Creek) | Dados climatológicos para Vale da Morte (Estação Furnace Creek) | Dados climatológicos para Vale da Morte (Estação Furnace Creek) | Dados climatológicos para Vale da Morte (Estação Furnace Creek) | Dados climatológicos para Vale da Morte (Estação Furnace Creek) | Dados climatológicos para Vale da Morte (Estação Furnace Creek) | Dados climatológicos para Vale da Morte (Estação Furnace Creek) | Dados climatológicos para Vale da Morte (Estação Furnace Creek) | Dados climatológicos para Vale da Morte (Estação Furnace Creek) | Dados climatológicos para Vale da Morte (Estação Furnace Creek) | Dados climatológicos para Vale da Morte (Estação Furnace Creek) | Dados climatológicos para Vale da Morte (Estação Furnace Creek) |
| Mês                                                             | Jan                                                             | Fev                                                             | Mar                                                             | Abr                                                             | Mai                                                             | Jun                                                             | Jul                                                             | Ago                                                             | Set                                                             | Out                                                             | Nov                                                             | Dez                                                             | Ano                                                             |
| --------------------------------------------------------------- | --------------------------------------------------------------- | --------------------------------------------------------------- | --------------------------------------------------------------- | --------------------------------------------------------------- | --------------------------------------------------------------- | --------------------------------------------------------------- | --------------------------------------------------------------- | --------------------------------------------------------------- | --------------------------------------------------------------- | --------------------------------------------------------------- | --------------------------------------------------------------- | --------------------------------------------------------------- | --------------------------------------------------------------- |
| Temperatura máxima recorde (°C)                                 | 31                                                              | 36                                                              | 39                                                              | 45                                                              | 50                                                              | 54                                                              | 57                                                              | 54                                                              | 51                                                              | 45                                                              | 37                                                              | 32                                                              | 57                                                              |
| Temperatura máxima média (°C)                                   | 19,4                                                            | 22,9                                                            | 27,8                                                            | 32,5                                                            | 38,1                                                            | 43,3                                                            | 46,9                                                            | 45,9                                                            | 41,4                                                            | 33,8                                                            | 25,1                                                            | 18,4                                                            | 33,0                                                            |
| Temperatura média (°C)                                          | 11,9                                                            | 15,4                                                            | 20,2                                                            | 24,6                                                            | 30,3                                                            | 35,3                                                            | 39,0                                                            | 37,9                                                            | 32,5                                                            | 25,1                                                            | 17,0                                                            | 10,9                                                            | 25,1                                                            |
| Temperatura mínima média (°C)                                   | 4,4                                                             | 7,9                                                             | 12,7                                                            | 16,7                                                            | 22,6                                                            | 27,3                                                            | 31,1                                                            | 29,8                                                            | 24,2                                                            | 16,4                                                            | 8,9                                                             | 3,5                                                             | 17,2                                                            |
| Temperatura mínima recorde (°C)                                 | −9                                                              | −7                                                              | −3                                                              | 2                                                               | 6                                                               | 9                                                               | 17                                                              | 18                                                              | 5                                                               | 0                                                               | −4                                                              | −7                                                              | −9                                                              |
| Precipitação (mm)                                               | 9,9                                                             | 13,0                                                            | 7,6                                                             | 3,0                                                             | 0,8                                                             | 1,3                                                             | 1,8                                                             | 3,3                                                             | 5,3                                                             | 1,8                                                             | 4,6                                                             | 7,6                                                             | 59,9                                                            |
| Insolação (h)                                                   | 217                                                             | 226                                                             | 279                                                             | 330                                                             | 372                                                             | 390                                                             | 403                                                             | 372                                                             | 330                                                             | 310                                                             | 210                                                             | 186                                                             | 3 625                                                           |
| Fonte: NOAA 1981–2010 Normais climáticos para os Estados Unidos |                                                                 |                                                                 |                                                                 |                                                                 |                                                                 |                                                                 |                                                                 |                                                                 |                                                                 |                                                                 |                                                                 |                                                                 |                                                                 |
| Fonte 2: weather2travel.com                                     |                                                                 |                                                                 |                                                                 |                                                                 |                                                                 |                                                                 |                                                                 |                                                                 |                                                                 |                                                                 |                                                                 |                                                                 |                                                                 |

## Na cultura
Vários filmes foram filmados no Vale da Morte, como:
- O Céu Mandou Alguém/Os 3 Padrinhos (1948)
- Cattle Drive (1951)
- Chimmie Fadden Out West (1915)
- Danger Valley (1937)
- Death Valley (1946), estrelando Robert Lowery
- Pesadelo no Vale da Morte (1982), estrelando Paul Le Mat
- Fuga do Forte Bravo (1953)
- Fair Warning (1931)
- Greed (1924)
- A Face Oculta/Cinco Anos Depois (1961)
- A Guerra das Estrelas (1977)
- Surrender (1950 film)
- The Border Patrolman (1936)
- O Matador/O aventureiro romântico (1950)
- Duelo na Cidade Fantasma (1958)
- The Legend of God's Gun (2007)
- Os Profissionais (1960)
- The Reward (1965)
- 7 Homens Maus/Os Aventureiros do Deserto (1949)
- Twenty Mule Team (1940)
- A Ronda da Vingança (1953)
- Westward the Women (1951)
- War Paint (1953 film)
- Yellow Sky (1948)
- Zabriskie Point (1970)

Música
- Death Valley Suite, uma suíte sinfônica de Ferde Grofe, inspirada na história e na geografia do Vale da Morte.

Televisão
- Death Valley (série de TV), uma série de comédia de terror da MTV de 2011.[18]
- Death Valley Days (Série de rádio de 1930 a 1945; série de TV de 1952 a 1970), uma série antológica de rádio e televisão estadunidense que apresenta histórias verdadeiras do velho oeste americano, particularmente da área do Vale da Morte.
- O Vale da Morte serve como a cidade fictícia da WWE Legend, The Undertaker.